# Protonemura strandschaensis
Protonemura strandschaensis är en bäcksländeart som beskrevs av Braasch och Joost 1972. Protonemura strandschaensis ingår i släktet Protonemura och familjen kryssbäcksländor. Inga underarter finns listade i Catalogue of Life.